# William Boyd (musicien)
Pour les articles homonymes, voir William Boyd et Boyd.
William Boyd, né le 27 avril 1979, est un musicien américain membre du groupe Evanescence. Il joue de la basse. Il est entré dans le groupe en juin 2003, et a coécrit deux de leurs chansons : "October" and "So Close".